# Енгельс (місто)
Е́нгельс (до 1914 року Покровська слобода, з 1914 по 1931 рік Покровськ) (іноді Козакенштадт (нім. Kosakenstadt)) — місто в Росії, муніципальне утворення зі статусом міського поселення у складі Енгельського муніципального району Саратовської області, на території якого також розташовані органи місцевого самоврядування Енгельського муніципального району.
Населення 206,8 тис. осіб (2009).
Місто розташоване на лівому березі річки Волги, навпроти міста Саратова. У місті розташована залізнична станція Приволзької залізниці Покровськ-Приволзький (тупикова станція на відгалуженні від станції Анісовка)

## Історія
В 1617–1674 роках у межах сучасного міста Енгельс (в районі річки Саратовки) знаходилося лівобережне місто Саратов, згодом знову перенесене на правий берег річки Волги.
Покровська слобода була заснована в 1747 на лівому березі річки Волги, навпроти м. Саратова. Раніше на цій території були калмицькі кочовища і ставка хана Аюки знаходилася на території сучасного міста Енгельса. Саме тут відбулася зустріч імператора Петра I і калмицького хана Аюки. Закладка слободи в 1747 пов'язана з указом імператриці Катерини II, про початок видобутку солі на озері Ельтон і закладки для цих цілей ряду опорних баз на Волзі. 16 та 18 серпня 1747 під керівництвом підполковника Н. Ф. Чемодурова відбулася закладка першого соляного магазину. Для заселення степової Заволзької області російський уряд запросило в Заволжя українських чумаків-погоничів з Полтавської та Харківської земель гетьманства Малоросійського, які й стали жителями нового поселення. Сіль доставлялася на волах підводчиками-українцями (чумаками) знаменитим Ельтонським трактом (Ельтонський шлях). Ця дорога відігравала важливу роль у житті Покровської слободи, хоча ніколи не була «Великою соляною дорогою», про що помилково пишуть деякі автори. Кінець соляної ери припадає на 1828, а остаточне формальне закриття на 1850.
У 1851 Покровську слободу Новоузенського повіту передали зі складу Саратовської губернії до Самарської, що знову утворювалася.
Місто Покровськ — з 1914. У 1919 Покровський повіт передано з Самарської губернії до складу Саратовської губернії. Перейменований в 1931 у місто Енгельс на честь філософа та одного із засновників марксизму Фрідріха Енгельса. У 1922—1941 роках — столиця АРСР Німців Поволжя.
У 1965 було побудовано автодорожній міст, який з'єднав Енгельс з Саратовом.

## Промисловість
Промислові підприємства міста Енгельс відомі як в Росії, так і далеко за її межами:
- Тролейбусний завод імені Урицького випускає для потреб міського транспорту країни тролейбуси.
- Енгельський завод транспортного машинобудування займається випуском рухомого складу для потреб залізниць.
- Енгельське приладобудівне об'єднання «Сигнал» виробляє приладову, газову та автомобільну продукцію.
- Колишній завод автотракторних запальних свічок (нині OAO «Роберт Бош Саратов»)[3] випускає свічки запалювання.
- Енгельський трубний завод виробляє сталеві труби, сталеві водогазопровідні, профільні труби.
- Завод спеціалізованих автомобілів.
- «Хенкель-Юг», завод з виробництва пральних порошків Henkel Group.
- ВАТ «Завод металоконструкцій» (мостові конструкції, вагонне виробництво).
- ТОВ «Бош Пауер Тулз» — виробництво професійних електроінструментів

Є також підприємства харчової промисловості: хлібокомбінат, молокозавод.

## Військові об'єкти
У місті розташована авіабаза Енгельс ВПС Росії, на якій дислокується 22-а гвардійська Донбаська важка бомбардувальна дивізія Далекої авіації ВПС РФ. Це одна з двох (поряд з авіабазою Українка, що в Амурській області) діючих баз російської стратегічної авіації, на якій розташовані бомбардувальники з ядерною зброєю. Також база використовувалася для знищення під контролем США стратегічних бомбардувальників Росії в середині 1990-х років.

## Відомі особистості
В поселенні народився:
- Кассіль Лев Абрамович (1905—1970) — російський радянський письменник
- Мілованов Костянтин Анатолійович (нар. 1972) — російський актор театру і кіно.
- Шнітке Альфред Гаррійович (1934—1998) — радянський композитор, піаніст, теоретик музики і педагог німецького походження
- Ткаченко Віктор Іванович (нар. 1946) — український військовик.